# Verbascum sabaudum
Verbascum sabaudum är en flenörtsväxtart som beskrevs av Georges Rouy. Verbascum sabaudum ingår i släktet kungsljus, och familjen flenörtsväxter. Inga underarter finns listade i Catalogue of Life.